# Гостіну
Гостіну (рум. Gostinu) — комуна у повіті Джурджу в Румунії. До складу комуни входить єдине село Гостіну.
Комуна розташована на відстані 48 км на південь від Бухареста, 16 км на північний схід від Джурджу.

## Населення
За даними перепису населення 2002 року у комуні проживали 2419 осіб. Усі жителі комуни рідною мовою назвали румунську.
Національний склад населення комуни:
| Національність | Кількість осіб | Відсоток |
| -------------- | -------------- | -------- |
| румуни         | 2408           | 99,5%    |
| цигани         | 11             | 0,5%     |

Склад населення комуни за віросповіданням:
| Релігія      | Кількість осіб | Відсоток |
| ------------ | -------------- | -------- |
| православні  | 2297           | 95,0%    |
| адвентисти   | 118            | 4,9%     |
| не релігійні | 4              | 0,2%     |

## Зовнішні посилання
- Дані про комуну Гостіну на сайті Ghidul Primăriilor [Архівовано 26 січня 2012 у Wayback Machine.]